# Corinne Chaponnière
Corinne Chaponnière, née le 3 mars 1954 à Montréal, est une journaliste et écrivaine helvético-canadienne.

## Biographie
Corinne Chaponnière naît à Montréal au Canada, puis fait ses études à Genève en Suisse.
En 1978, elle est licenciée en sciences politiques et lettres. En 1988, elle obtient un doctorat en lettres de l'Université de Genève avec une thèse intitulée Le Mystère féminin ou vingt siècles de déni de sens.
Elle commence sa carrière de journaliste en 1979 comme rédactrice en chef du journal féministe Femmes suisses (renommé ensuite L'émiliE).
Elle entre comme reporter à la Télévision suisse romande (TSR) en 1983 puis devient correspondante de la TSR à Bruxelles entre 1993 et 1997[réf. nécessaire].
Elle est nommée Alumna de l'année par l'Université de Genève en 2019.
Elle est également membre du comité de la Société de Lecture.

## Ouvrages
- Corinne Chaponnière, Le mystère féminin, ou, Vingt siècles de déni de sens, Paris, O. Orban, 1989 (ISBN 2-85565-500-5 et 978-2-85565-500-0, OCLC 21326736)[7].
- Corinne Chaponnière et Martine Chaponnière, La mixité : des hommes et des femmes, Infolio, 2006 (ISBN 2-88474-908-X et 978-2-88474-908-4, OCLC 421636847).
- Corinne Chaponnière, Henry Dunant, la croix d'un homme, Paris et Genève, Perrin et Labor et Fides, 2010 et 2018 (ISBN 978-2-262-03103-9 et 2-262-03103-7, OCLC 690444657)[8].
- Corinne Chaponnière, Les quatre coups de la Nuit de cristal : l'affaire Grynszpan-vom Rath, Paris, Albin Michel, 2015 (ISBN 978-2-226-31490-1 et 2-226-31490-3, OCLC 921913915)[9],[10].
- Corinne Chaponnière, La Société de Lecture: chronique d'une aventure, Genève, 2018[11].
- Corinne Chaponnière, Seule une valse, ou, Les souffrances du jeune Amiel, Genève, 2021 (ISBN 978-2-8321-1073-7 et 2-8321-1073-8, OCLC 1284969761)[12].
- Corinne Chaponnière (édition, préface et commentaires), Un Souvenir de Solférino suivi de L'Avenir sanglant d'Henry Dunant, Genève, Florides Helvètes, 2023, 183 p. (ISBN 978-2-940733-61-3)